# 深杯鳞盖蕨
深杯鳞盖蕨（学名：Microlepia scyphoformis），为姬蕨科鳞盖蕨属下的一个种。

## 扩展阅读
維基物種上的相關：深杯鳞盖蕨